# Compromisso arbitral
No direito brasileiro, compromisso arbitral é uma espécie de convenção de arbitragem. Consiste num negócio jurídico por meio do qual as partes submetem uma questão controvertida específica à decisão de um árbitro.
A lei de arbitragem traz uma definição em seu artigo 9º: O compromisso arbitral é a convenção através da qual as partes submetem um litígio à arbitragem de uma ou mais pessoas, podendo ser judicial ou extrajudicial.
O compromisso arbitral só pode ser reconhecido pela autoridade judicial, se esta for provocada; não cabendo seu reconhecimento de ofício. Essa inteligência é extraída do Art.301, §4º do CPC de 1973: “Com exceção do compromisso arbitral, o juiz conhecerá de ofício da matéria enumerada neste artigo." Tal previsão, com algumas modificações, também foi inserida no Art. 337, §5º do CPC DE 2015: "Excetuadas a convenção de arbitragem e a incompetência relativa, o juiz conhecerá de ofício das matérias enumeradas neste artigo.”

## Noções históricas, conceito, disciplina legal e natureza jurídica
Conforme explicita Maria Helena Diniz (2014), historicamente, é possível remontar o instituto jurídico do compromisso aos primórdios do direito romano, momento em que o referido instituto era considerado uma espécie de pacto através do qual as partes se obrigavam a confiar a um terceiro (o árbitro) a apreciação de uma lide. Ocorre que, naquele momento, a decisão arbitral carecia de obrigatoriedade, de maneira que a parte lesada não dispunha de meios para exigir a execução forçada do que fora pactuado. Assim, as partes definiam, no pacto, uma sanção a ser aplicada caso houvesse o inadimplemento. A previsão de uma pena, porém, tornou-se desnecessária mais adiante, na era de Justiniano, período em que decisão do árbitro tornou-se obrigatória para as partes, caso estas a tivessem assinado ou não tivessem dela recorrido. Era, pois, uma forma de justiça privada, caráter esse que permanece em todas as legislações atuais.
Nas palavras do doutrinador Flávio Tartuce (2014), “o compromisso é o acordo de vontades por meio do qual as partes, preferindo não se submeter à decisão judicial, confiam a árbitros a solução de seus conflitos de interesse, de cunho patrimonial. O compromisso, assim, é um dos meios jurídicos que pode conduzir à arbitragem.” Primeiro tem-se o compromisso, depois, a decisão do juízo arbitral.
O compromisso arbitral é tratado no , entre os artigos 851 e 853, bem como na  (Lei da Arbitragem), que regendo o compromisso e disciplinando o funcionamento do juízo arbitral, unificou a legislação sobre a arbitragem, nos planos interno e internacional.
Cumpre ressaltar as características positivas da arbitragem, aquelas que militam em favor de sua adoção, quais sejam: celeridade (proporciona decisão mais rápida), informalidade do procedimento, confiabilidade, especialidade ou especialização do árbitro, confidencialidade ou sigilo, flexibilidade. Tais características são endossadas por.
Da leitura do artigo 1º da Lei nº 9.307/96 e do artigo 852 do Código Civil de 2002, depreende-se que a arbitragem e o compromisso se restringem a direitos patrimoniais disponíveis e também não podem ter como conteúdo a solução de questões de estado, de direito pessoal de família e de outros que não tenham caráter estritamente patrimonial
Há divergência no que diz respeito à natureza jurídica do compromisso. Há quem o equipare a um contrato, em razão de resultar de um acordo de vontades, bem como por requerer a capacidade das partes, objeto lícito e forma especial. E, sendo assim considerado, o compromisso é bilateral, oneroso, consensual e comutativo. Porém, o Código Civil de 1916, entendendo que o objetivo do compromisso não é criar, modificar ou extinguir direitos, o inseriu entre os meios extintivos de obrigações, tratamento esse que foi repetido pela Lei de Arbitragem.
O Código Civil de 2002, no entanto, diversamente, dispensou ao compromisso tratamento de contrato nominado, na medida em que o inseriu no Título VI, que trata “Das várias espécies de contrato”.

## Constitucionalidade da Lei nº 9.307/1996
Sabe-se que, por meio do compromisso arbitral, os juízes togados são afastados e passa-se a confiar a prestação jurisdicional a terceiros escolhidos de comum acordo pelas próprias partes, os quais, por assim dizer, podem ser chamados de juízes particulares, uma vez que há uma espécie de privatização da justiça.
Assim sendo, aparentemente, a Lei 9.037/1996 estaria colidindo com o preceito do artigo 5º, XXXV da , segundo o qual a lei não poderá excluir da apreciação do Judiciário qualquer lesão de direito individual.	
Não obstante, claro é que. Não há qualquer imposição do legislador para o uso desse modo de composição de lides.
Tratando sobre a temática, Gonçalves (2016) explica que há previsões, na própria Lei de Arbitragem, que revelam que “em caso de ilicitudes ou irregularidades, o Judiciário pode ser acionando, para evitar ou reparar lesões eventualmente ocorridas. (...) As decisões, na arbitragem, não cabem ao Judiciário, mas a sua intervenção se faz necessária para coibir abusos nos casos previstos na lei.”. O artigo 33 da referida Lei bem exemplifica o que foi dito pelo autor, pois prevê a possibilidade de arguição de nulidade da sentença arbitral perante juiz togado.
Nesse contexto, o Supremo Tribunal Federal entendeu pela constitucionalidade da Lei nº 9.307/1996, ao julgar recurso em processo de homologação de Sentença Estrangeira (SE 5206). Dessa forma, não é cabível que se diga que a Lei afasta o acesso à justiça ou o direito à ampla defesa. Para um melhor esclarecimento do posicionamento do STF, segue parte da ementa da decisão:
“(...) Lei de Arbitragem (L. 9.307/96): constitucionalidade, em tese, do juízo arbitral; discussão incidental da constitucionalidade de vários dos tópicos da nova lei, especialmente acerca da compatibilidade, ou não, entre a execução judicial específica para a solução de futuros conflitos da cláusula compromissória e a garantia constitucional da universalidade da jurisdição do Poder Judiciário (CF, art. 5º, XXXV). Constitucionalidade declarada pelo plenário, considerando o Tribunal, por maioria de votos, que a manifestação de vontade da parte na cláusula compromissória, quando da celebração do contrato, e a permissão legal dada ao juiz para que substitua a vontade da parte recalcitrante em firmar o compromisso não ofendem o artigo 5º, XXXV, da CF. (...).”

## Cláusula compromissória e compromisso arbitral
A definição legal de cláusula compromissória está prevista no artigo 4º, caput, da Lei nº 9.307/1996, in verbis: A cláusula compromissória é a convenção através da qual as partes em um contrato comprometem-se a submeter à arbitragem os litígios que possam vir a surgir, relativamente a tal contrato..
A cláusula compromissória, portanto, é a deliberação das partes, ao celebrarem um contrato cujo objeto seja direito patrimonial disponível, no sentido de que eventual dúvida ou conflito de interesses que venha a surgir durante a sua execução seja submetida ao juízo arbitral. Tal cláusula nasce junto com o contrato principal, pode estar nele inserida ou estipulada em documento apartado que a ele se refira, e, em todo caso, deve ser escrita, como dispõe o artigo 4º, § 1º, da Lei nº 9.307/1996. Deve-se frisar, ainda, que a cláusula é uma medida nitidamente preventiva.
Prevê o artigo 8º, da Lei de Arbitragem, que A cláusula compromissória é autônoma em relação ao contrato em que estiver inserta, de tal sorte que a nulidade deste não implica, necessariamente, a nulidade da cláusula compromissória.
As partes podem, na cláusula compromissória, reportarem-se ou escolherem as regras de algum órgão arbitral institucional ou de entidade especializada, caso em que a arbitragem será instituída e processada de acordo com tais regras. Igualmente, as partes podem estabelecer, na cláusula ou em outro documento, a forma convencionada para instituição da arbitragem, desde que tal instituição não contrarie normas de ordem pública e o interesse social.
Não havendo o prévio acordo sobre a forma da arbitragem, a parte interessada manifestará à outra o seu interesse em dar início à arbitragem, convocando-a, nos termos do artigo 6º da Lei de Arbitragem, para firmar o compromisso arbitral. Se a parte convocada não comparece ou, comparecendo, recusa-se a firmar o compromisso, a outra parte poderá propor a demanda prevista no artigo 7º da mesma lei, perante o Judiciário.
O artigo 7º, por seu turno, prevê que, existindo a cláusula compromissória e havendo resistência quanto à instituição da arbitragem, poderá o interessado requerer a citação da outra parte para comparecer em juízo para que seja lavrado o compromisso arbitral, designando o juiz audiência para esse fim. A sentença que julgar procedente o pedido valerá como compromisso arbitral.
O compromisso arbitral, por definição legal, é a convenção através da qual as partes submetem um litígio à arbitragem de uma ou mais pessoas, podendo ser judicial ou extrajudicial.. Segundo Gonçalves (2016), “Só será firmado se, durante a execução do contrato, surgir algum conflito de interesses entre os contratantes. Pode ser celebrado em cumprimento a cláusula compromissória ou independentemente desta, se as partes já estiverem a litigar ou na iminência de fazê-lo.”. Mais adiante, acentuando a diferença entre a cláusula compromissória e o compromisso arbitral, o referido autor explicita que “Enquanto o compromisso é contrato definitivo, perfeito e acabado, a cláusula compromissória (...) é apenas contrato preliminar, em que as partes prometem efetuar contrato definitivo de compromisso, caso apareçam dúvidas a serem dirimidas.”.

## Espécies de compromisso arbitral
Conforme dispõe o artigo 9º da Lei de Arbitragem, o compromisso pode ser de duas espécies, a saber: judicial e extrajudicial.
O compromisso arbitral judicial pode ser chamado de endoprocessual e o compromisso extrajudicial, extraprocessual.

### Compromisso arbitral judicial
"Refere-se a um conflito já ajuizado perante o Poder Judiciário. Nesse caso, o compromisso arbitral é firmado, por termo nos autos do processo judicial, perante o juízo ou tribunal onde corre a demanda. Após a assinatura do compromisso arbitral pelas partes, encerra-se as funções do juiz, pois quem decidirá será o árbitro."

### Compromisso arbitral extrajudicial
"Caso não exista um processo judicial ajuizado, as partes podem firmar um compromisso arbitral extrajudicial. Nesse caso, celebra-se o compromisso arbitral por escritura pública ou particular, assinado pelas partes e por duas testemunhas, determinando o árbitro e/ou câmara arbitral responsável pela solução do conflito."
Uma vez aperfeiçoado o compromisso extrajudicial, a ação não poderá mais ser ajuizada, salvo nos casos expressos em lei

## Requisitos legais
A Lei de Arbitragem prevê cláusulas obrigatórias, essenciais para o compromisso arbitral, porém também faculta às partes a inserção de outras cláusulas.
O artigo 10 da referida Lei prevê que constará, obrigatoriamente, do compromisso arbitral: I) o nome, profissão, estado civil e domicílio das partes; II) o nome, profissão e domicílio do árbitro, ou dos árbitros, ou, se for o caso, a identificação da entidade à qual as partes delegaram a indicação de árbitros; III) a matéria que será objeto da arbitragem; e IV) o lugar em que será proferida a sentença arbitral.
O artigo 11, por seu turno, dispõe que o compromisso arbitral poderá conter, ainda: I - local, ou locais, onde se desenvolverá a arbitragem; II) a autorização para que o árbitro ou os árbitros julguem por equidade, se assim for convencionado pelas partes;  III) o prazo para apresentação da sentença arbitral;  IV) a indicação da lei nacional ou das regras corporativas aplicáveis à arbitragem, quando assim convencionarem as partes; V) a declaração da responsabilidade pelo pagamento dos honorários e das despesas com a arbitragem; e VI) a fixação dos honorários do árbitro, ou dos árbitros.

## Extinção do compromisso arbitral
O  artigo 12 da Lei nº 9.307/1996 explicita as hipóteses de extinção do compromisso arbitral, prevendo que se extingue o compromisso arbitral: I) escusando-se qualquer dos árbitros, antes de aceitar a nomeação, desde que as partes tenham declarado, expressamente, não aceitar substituto; II) falecendo ou ficando impossibilitado de dar seu voto algum dos árbitros, desde que as partes declarem, expressamente, não aceitar substituto; e III) tendo expirado o prazo a que se refere o art. 11, inciso III, desde que a parte interessada tenha notificado o árbitro, ou o presidente do tribunal arbitral, concedendo-lhe o prazo de dez dias para a prolação e apresentação da sentença arbitral.

## Especificidades importantes do procedimento arbitral

### Dos árbitros
O art. 13 da Lei de Arbitragem estabelece que, à exceção dos analfabetos e dos incapazes, qualquer pessoa da confiança das partes pode ser árbitro. Estabelece também que as partes deverão nomear um ou mais árbitros, sempre em número ímpar, sendo permitida a escolha dos suplentes de cada árbitro. Cabe destacar, ainda, que, sendo nomeados vários árbitros, estes, por maioria, elegerão o presidente do tribunal arbitral. Caso não se chegue a um consenso, se procederá à designação do mais idoso para a exercer a presidência.
É comum a nomeação de juízes aposentados para exercer tal função, visto que, desde que ““esteja despido de sua função jurisdicional””, não é vetada a nomeação de juízes, independentemente do grau de jurisdição, para atuarem como árbitros.
De cada árbitro se exige, essencialmente, que, no desempenho de sua função, proceda com imparcialidade, independência, competência, diligência e discrição. Nesse ínterim, estará impedida de atuar como árbitro, a pessoa que tenha relação com as partes que caracterizaria caso de impedimento ou de suspeição de juízes, caso a demanda se procedesse no âmbito judiciário. As implicações, nestes casos, podem se assemelhar às penalidades que caberiam aos magistrados em condições análogas.
É preciso destacar o que trata o artigo 17 da LA, o qual dispõe que os árbitros, quando no exercício de suas funções ou em razão delas, ficam equiparados aos funcionários públicos, para os efeitos da legislação penal.

### Da Carta Arbitral
O Art. 22-C da LA, modificado pela Lei nº 13.129 de 2015, regulamenta que “O árbitro ou o tribunal arbitral poderá expedir Carta Arbitral para que o órgão jurisdicional nacional pratique ou determine o cumprimento, na área de sua competência territorial, de ato solicitado pelo árbitro”. Significa que o árbitro deverá analisar o mérito da sentença arbitral, mas que as decisões, nela constantes, poderão ser efetivadas pelo Judiciário.
Na conformidade do artigo 260, § 3º do Novo Código de Processo Civil (Lei nº 13.105, de 16 de março de 2015), as cartas arbitrais deverão atender, no que couber, aos requisitos das demais cartas (carta de ordem, carta precatória e carta rogatória) e serão instruídas com a convenção de arbitragem e com as provas da nomeação do árbitro e de sua aceitação da função.
O NCPC, no seu artigo 237, IV, também determina que a Carta Arbitral é instrumento por meio do qual órgão do Poder Judiciário pode praticar ou determinar o cumprimento de ato objeto de pedido de cooperação judiciária formulado por juízo arbitral. Tal ato deverá atender à designação, constante no referido artigo, de estar na área de competência territorial do órgão. Podem ser atendidos, inclusive, os atos que importem efetivação de tutela provisória.

### Da Sentença Arbitral
A sentença arbitral é abordada pela LA em seu artigo 23, o qual versa que tal sentença deverá ser proferida no prazo estipulado pelas partes e que, se nada houver sido convencionado, a apresentação da sentença deverá ser realizada no prazo de ““seis meses””, contado da instituição da arbitragem ou da substituição do árbitro. É colocado também, no § 2º, do mesmo artigo, que as partes e os árbitros, em comum acordo, poderão prorrogar o prazo para proferir a sentença.
De acordo com o artigo 31 da LA, a Sentença Arbitral produz, entre as partes, e os seus sucessores, os mesmos efeitos da sentença proferida pelos juízes togados. Sendo condenatória, constitui título executivo.
O artigo 26 da LA trata dos requisitos obrigatórios da sentença arbitral, quais sejam: I) o relatório, que conterá os nomes das partes e um resumo do litígio; II) os fundamentos da decisão, onde serão analisadas as questões de fato e de direito, mencionando-se, expressamente, se os árbitros julgaram por equidade; III) o dispositivo, em que os árbitros resolverão as questões que lhes forem submetidas e estabelecerão o prazo para o cumprimento da decisão, se for o caso; e IV) a data e o lugar em que foi proferida.
Da inteligência dos artigos 34 e 35 da LA, tem-se que a sentença arbitral estrangeira será reconhecida ou executada no Brasil de conformidade com os tratados internacionais com eficácia no ordenamento jurídico interno e, na sua ausência, estritamente de acordo com os termos da mesma lei, devendo ser homologada pelo STJ.

### Irrecorribilidade da Decisão Arbitral
As decisões arbitrais não podem ser alvo de discussões referentes ao seu mérito, por parte do Poder Judiciário e seus membros. Isso porque temos jurisdições paralelas, ambas reconhecidas constitucionalmente, quais sejam: a jurisdição estatal e a jurisdição arbitral.
O árbitro é juiz de fato e de direito no procedimento arbitral e a sentença que proferir não fica sujeita a recurso ou a homologação pelo Judiciário, podendo, no entanto, como acentua Gonçalves (2016), “ser impugnada judiciariamente, se for nula, nas hipóteses previstas no art. 32.”. A parte interessada poderá pleitear ao órgão do Poder Judiciário competente a declaração de nulidade da sentença arbitral no prazo de até 90 dias, após o recebimento da notificação da respectiva sentença, parcial ou final.

### Arbitragem e administração pública
Ao proceder a uma análise na evolução legislativa, é possível vislumbrar a aceitação crescente da adoção da arbitragem e outros meios de solução de litígios pela Administração Pública. Fato é que há alguns poucos anos não se permitia tal adoção e o que se alegava era a contradição com princípios basilares do Direito Administrativo, quais sejam: a Supremacia do Interesse Público e a Indisponibilidade do Interesse Público.
Algumas leis dispersas preveem a possibilidade de adoção da arbitragem em determinados contratos administrativos. Porém, é importante ressaltar que a Lei de Arbitragem, com a modificação trazida pela lei 13.129/15, em seu artigo 1º, atribuiu, de modo genérico, à Administração Púbica, a possibilidade de valer-se da arbitragem nos casos em que a lide verse sobre direitos patrimoniais disponíveis. Vale ressaltar, não obstante, que o termo direitos disponíveis pode abarcar distintas interpretações, principalmente quando se está lidando com o interesse público.
Os §§ 1° e 2° da Lei nº 9.307/96 estabelecem os pré-requisitos que a Administração deverá atender para proceder à arbitragem. As suas regras valem para a União, os Estados e os Municípios. Além disso, é necessário que a Administração observe os princípios da legalidade e da publicidade previstos no caput do artigo 37, CF/88.

### Arbitragem e interrupção da prescrição
O doutrinador Carlos Roberto Gonçalves ressalta que a Lei nº 13.129/15 acrescentou um parágrafo ao artigo 19 da Lei de Arbitragem estabelecendo um marco interruptivo da prescrição, in verbis: “Art. 19, § 2o A instituição da arbitragem interrompe a prescrição, retroagindo à data do requerimento de sua instauração, ainda que extinta a arbitragem por ausência de jurisdição.”
A Lei nº 9.307/96 continua sem prever prazos prescricionais. Estes devem ser estabelecidos pelas leis de direito material, especialmente o Código Civil.